# Шеммергофен
Шеммергофен (нім. Schemmerhofen) — громада в Німеччині, знаходиться в землі Баден-Вюртемберг. Підпорядковується адміністративному округу Тюбінген. Входить до складу району Біберах.
Площа — 50,21 км2. Населення становить 8546 ос. (станом на 31 грудня 2020).